# Global Warming Tour
Global Warming Tour – dwudziesta trzecia trasa koncertowa grupy muzycznej Aerosmith, w jej trakcie odbyło się osiemdziesiąt jeden koncertów.
1. 16 czerwca 2012 – Minneapolis, Minnesota, USA – Target Center
2. 19 czerwca 2012 – Cleveland, Ohio, USA – Quicken Loans Arena
3. 22 czerwca 2012 – Chicago, Illinois, USA – United Center
4. 27 czerwca 2012 – Toronto, Kanada – Air Canada Centre
5. 29 czerwca 2012 – Albany, Nowy Jork, USA – Times Union Center
6. 1 lipca 2012 – Uniondale, Nowy Jork, USA – Nassau Coliseum
7. 5 lipca 2012 – Auburn Hills, Michigan, USA – The Palace of Auburn Hills
8. 7 lipca 2012 – Milwaukee, Wisconsin, USA – Summerfest
9. 10 lipca 2012 – Laval, Kanada – Laval Nature Center
10. 12 lipca 2012 – Quebec, Kanada – Quebec City Summer Festival
11. 14 lipca 2012 – Grand-Sault, Kanada – Exploits Salmon Festival
12. 17 lipca 2012 – Boston, Massachusetts, USA – TD Garden
13. 19 lipca 2012 – Boston, Massachusetts, USA – TD Garden
14. 21 lipca 2012 – Filadelfia, Pensylwania, USA – Wells Fargo Center
15. 24 lipca 2012 – East Rutherford, New Jersey, USA – Izod Center
16. 26 lipca 2012 – Atlanta, Georgia, USA – Phillips Arena
17. 28 lipca 2012 – Dallas, Teksas, USA – American Airlines Center
18. 30 lipca 2012 – Houston, Teksas, USA – Toyota Center
19. 1 sierpnia 2012 – Denver, Kolorado, USA – Pepsi Center
20. 4 sierpnia 2012 – Oakland, Kalifornia, USA – Oracle Arena
21. 6 sierpnia 2012 – Los Angeles, Kalifornia, USA – Hollywood Bowl
22. 8 sierpnia 2012 – Tacoma, Waszyngton, USA – Tacoma Dome
23. 12 sierpnia 2012 – Bristow, Wirginia, USA – Jiffy Lube Live
24. 8 listopada 2012 – Oklahoma City, Oklahoma, USA – Chesapeake Energy Arena
25. 11 listopada 2012 – Wichita, Kansas, USA – Intrust Bank Arena
26. 14 listopada 2012 – Kansas City, Missouri, USA – Sprint Center
27. 16 listopada 2012 – Austin, Teksas, USA – Frank Erwin Center
28. 20 listopada 2012 – Nowy Jork, Nowy Jork, USA – Madison Square Garden
29. 23 listopada 2012 – Atlantic City, New Jersey, USA – Revel Atlantic City
30. 25 listopada 2012 – Columbus, Ohio, USA – Nationwide Arena
31. 27 listopada 2012 – Toronto, Kanada – Air Canada Centre
32. 1 grudnia 2012 – Las Vegas, Nevada, USA – MGM Grand Garden Arena
33. 3 grudnia 2012 – Los Angeles, Kalifornia, USA – Staples Center
34. 6 grudnia 2012 – Nowy Orlean, Luizjana, USA – New Orleans Arena
35. 9 grudnia 2012 – Sunrise, Floryda, USA – BB&T Center
36. 11 grudnia 2012 – Tampa, Floryda, USA – Tampa Bay Times Forum
37. 13 grudnia 2012 – Nashville, Tennessee, USA – Bridgestone Arena
38. 20 kwietnia 2013 – Sydney, Australia – ANZ Stadium
39. 24 kwietnia 2013 – Dunedin, Nowa Zelandia – Forsyth Barr Stadium
40. 28 kwietnia 2013 – Melbourne, Australia – Sidney Myer Music Bowl
41. 1 maja 2013 – Brisbane, Australia – Brisbane Entertainment Centre
42. 4 maja 2013 – Melbourne, Australia – Rod Laver Arena
43. 8 maja 2013 – Manila, Filipiny – Mall of Asia Arena
44. 25 maja 2013 – Downtown Core, Singapur – The Meadow
45. 6 lipca 2013 – Anchorage, Alaska, USA – Alaska Airlines Center
46. 10 lipca 2013 – Honolulu, Hawaje, USA – Neal S. Blaisdell Center
47. 13 lipca 2013 – Nowy Jork, Nowy Jork, USA – Madison Square Garden
48. 8 sierpnia 2013 – Chiba, Japonia – Chiba Marie Stadium (z udziałem B’z)
49. 11 sierpnia 2013 – Nagoja, Japonia – Nippon Gaishi Hall
50. 14 sierpnia 2013 – Osaka, Japonia – Osaka Municipal Central Gymnasium
51. 15 sierpnia 2013 – Osaka, Japonia – Osaka Municipal Central Gymnasium
52. 21 sierpnia 2013 – Szanghaj, Chiny – Hongkou Football Stadium
53. 24 sierpnia 2013 – Kaohsiung, Tajwan – Kaoshiung National Stadium
54. 30 sierpnia 2013 – Milwaukee, Wisconsin, USA – Bradley Center
55. 28 września 2013 – Caracas, Wenezuela – Poliedro de Caracas
56. 1 października 2013 – San José, Kostaryka – Estadio Nacional de Costa Rica
57. 4 października 2013 – San Salvador, Salwador – Estadio Jorge González
58. 6 października 2013 – Gwatemala, Gwatemala – Estadio Cementos Progreso
59. 9 października 2013 – Montevideo, Urugwaj – Estadio Centenario
60. 12 października 2013 – Buenos Aires, Argentyna – Personal Fest
61. 15 października 2013 – Kurytyba, Brazylia – Bioparque
62. 18 października 2013 – Rio de Janeiro, Brazylia – Praça da Apoteose
63. 20 października 2013 – São Paulo, Brazylia – Monsters of Rock
64. 23 października 2013 – Brasília, Brazylia – Estádio Nacional Mané Garrincha
65. 27 października 2013 – Meksyk, Meksyk – Arena Ciudad de Mexico
66. 17 maja 2014 – Sofia, Bułgaria – Lokomotiv Stadium
67. 21 maja 2014 – Wilno, Litwa – Siemens Arena
68. 24 maja 2014 – Moskwa, Rosja – Stadion Olimpijski
69. 27 maja 2014 – Sankt Petersburg, Rosja – Petersburski Kompleks Sportowo-Koncertowy
70. 30 maja 2014 – Helsinki, Finlandia – Hartwall Arena
71. 1 czerwca 2014 – Sztokholm, Szwecja – Tele 2 Arena
72. 4 czerwca 2014 – Kristiansand, Norwegia – Odderøya Amfi
73. 6 czerwca 2014 – Horsens, Dania – Horsens Statsfængsel
74. 9 czerwca 2014 – Berlin, Niemcy – O2 World
75. 12 czerwca 2014 – Łódź, Polska – Atlas Arena
76. 15 czerwca 2014 – Leicestershire, Anglia – Donington Park, Download Festival
77. 18 czerwca 2014 – Dortmund, Niemcy – Westfalenhalle
78. 21 czerwca 2014 – Clisson, Francja – Hellfest Festival
79. 25 czerwca 2014 – Mediolan, Włochy – Fiera Arena
80. 28 czerwca 2014 – Londyn, Anglia – Clapham Common
81. 2 lipca 2014 – Kijów, Ukraina – Stadion Olimpijski